# KV2
KV2 (англ. Kings' Valley No 2) — гробниця розташована в Долині царів в Єгипті, використовувалася для поховання фараона Рамсеса IV Двадцятої династії. Вона розташована низько в головній долині, між KV7 та KV1. Вона була відкрита з давніх часів і містить велику кількість графіті.

## Сучасні плани гробниці
Відомі два плани планування гробниці, виконані під час її будівництва. Один на папірусі (зараз знаходиться в Єгипетському музеї в Турині) містить детальне зображення гробниці в масштабі 1:28. Усі проходи та камери присутні, з вимірами, написаними ієратичним письмом. На плані папірусу також зображено саркофаг фараона, оточений чотирма концентричними наборами святилищ, таке ж розташування святилищ, які були знайдені неушкодженими в гробниці Тутанхамона. Інший план гробниці був знайдений накресленим на плиті з вапняку недалеко від входу в гробницю і є приблизним планом гробниці із зображенням розташування її дверей. Останній план, можливо, був просто «кресленням робітника», але план папірусу майже напевно мав глибше ритуальне значення і, можливо, використовувався для освячення гробниці після її будівництва.

## Планування гробниці
Було виявлено ієратичний остракон, на якому згадується початок будівництва гробниці, її місце розташування було обрано місцевим губернатором та двома головними слугами фараона на другий рік його правління. Рамсес IV зійшов на престол пізно в житті, і щоб забезпечити собі значну гробницю (протягом відносно короткого правління, яке тривало близько шести років), він подвоїв розмір існуючих робочих бригад у Дейр-ель-Медіні до загальної кількості 120 осіб. Хоча KV2 і є значною, її описують як «спрощену» за своїм дизайном та оздобленням. Гробницю було розкопано біля підніжжя пагорба на північно-західній стороні Долини царів.

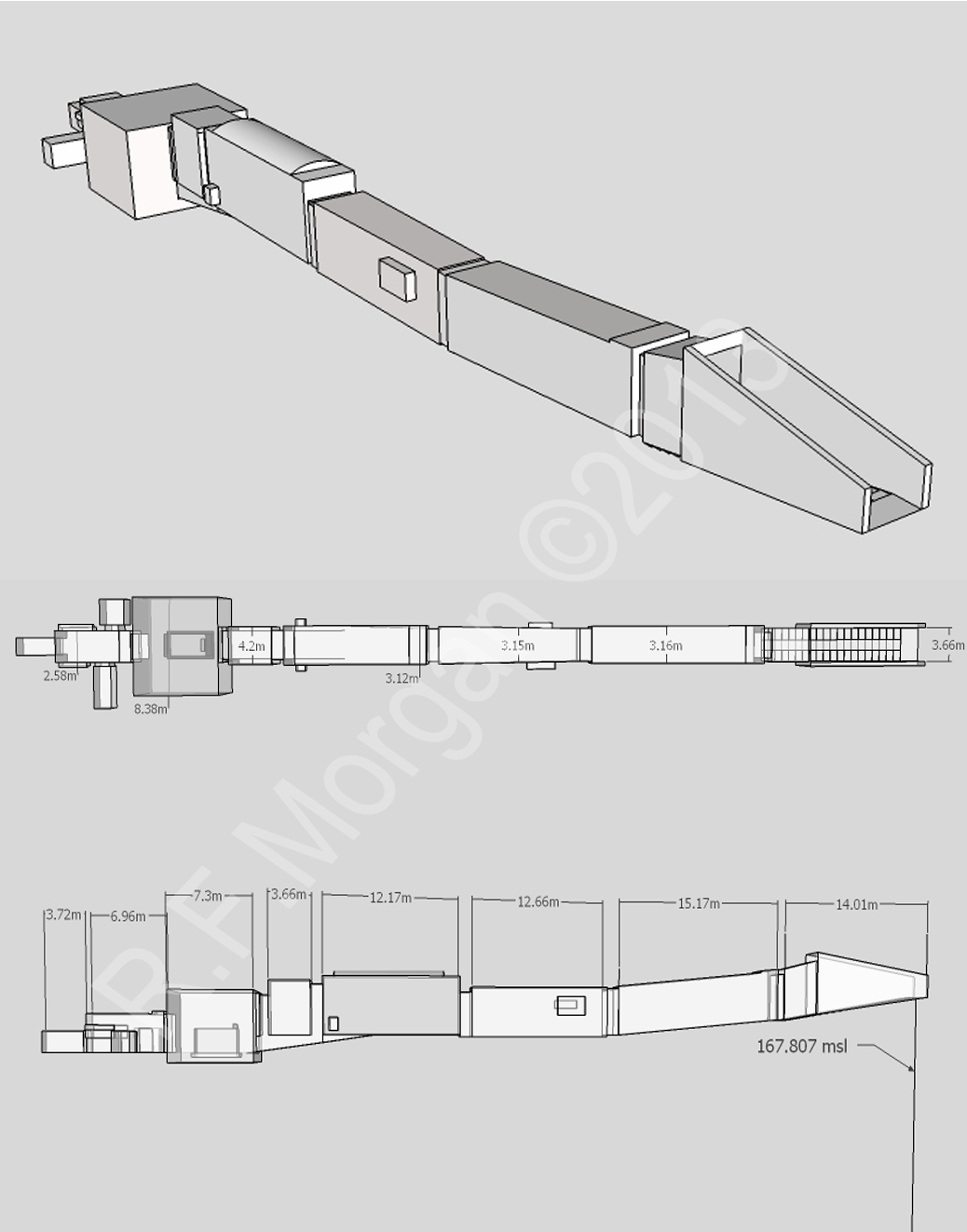
Схема KV2

Як і інші гробниці 20-ї династії, KV2 розташована вздовж прямої осі. Наступники Рамсеса III з цієї династії збудували гробниці, що відповідають цій схемі, і більшість з них були оздоблені подібним чином.
Гробниця має максимальну довжину 88,66 м і складається з трьох повільно спускаючихся коридорів, позначених B, C та D. За ними йде збільшена камера (E), а потім похоронна камера (J). За похоронною камерою знаходиться вузький коридор (K), оточений трьома бічними камерами [Ka, Kb та Kc].
Гробниця здебільшого ціла та прикрашена сценами з Літанії Ра, Книги печер, Книги мертвих, Книги Амдуат та Книги небес.
Саркофаг розбитий (ймовірно, в давнину), а мумію перенесли до схованки мумій у KV35.

## Візити в античність

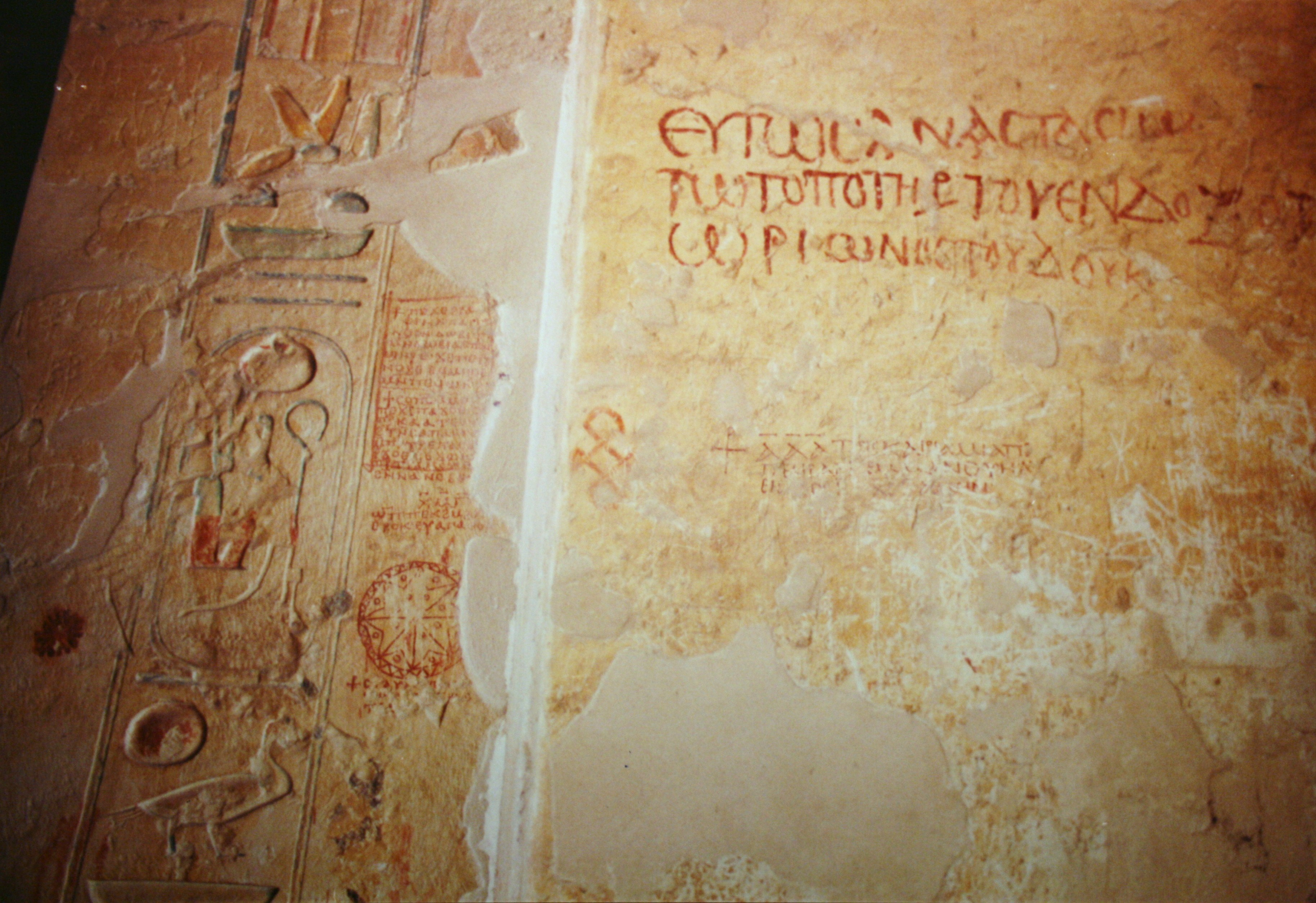
Коптське графіті в KV2

Гробниця була однією з приблизно одинадцяти гробниць, відкритих для ранніх мандрівників. KV2 містить другу за величиною кількість стародавніх графіті (після KV9), з 656 окремими графіті, залишеними як давньогрецькими, так і римськими відвідувачами. Ця гробниця також містить близько 50 прикладів коптських графіті, здебільшого намальованих на правій стіні біля входу. Гробниця, ймовірно, використовувалася як житло коптськими ченцями, а також на стінах гробниці є зображення коптських святих та хрестів.

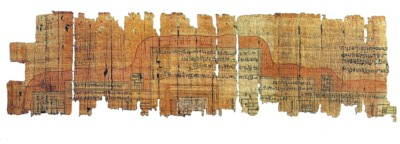
План KV2 на стародавньому папірусі, знайденому в гробниці

Серед ранніх європейських відвідувачів цього району був Річард Покок, який, можливо, відвідав KV2 і назвав її «Гробницею B» у своїх «Спостереженнях за Єгиптом», опублікованих у 1743 році.

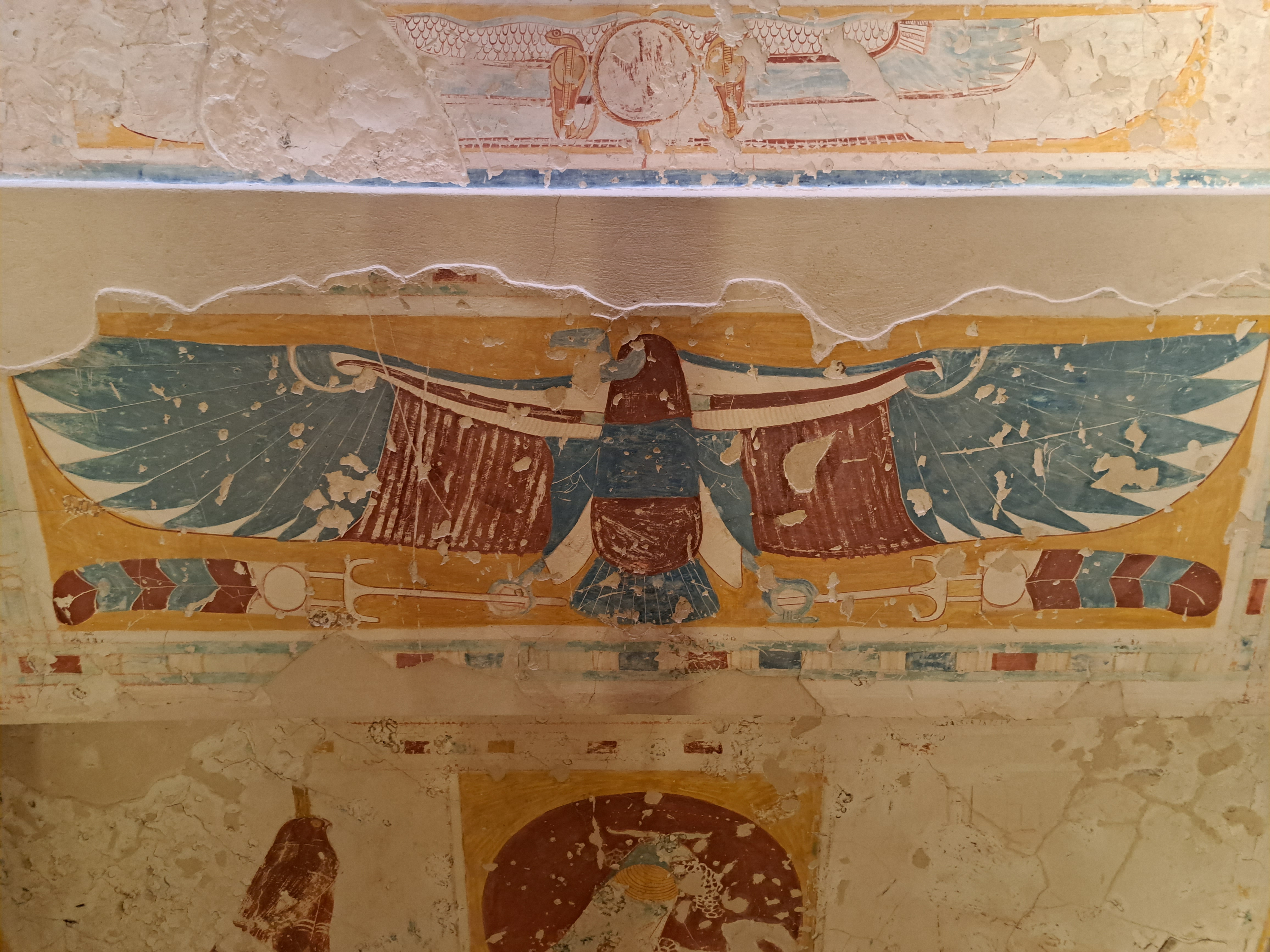
Вхідна стеля гробниці Рамзеса IV у Долині царів (KV2)

Вчені, які супроводжували кампанію Наполеона в Єгипті, обстежили Долину царів і позначили KV2 як «IIe Tombeau» («2-га гробниця») у своєму списку. Серед інших відомих відвідувачів були Джеймс Бертон, який склав карту гробниці у 1825 році, та Франко-тосканська експедиція 1828–1829 років, яка провела епіграфічне дослідження написів гробниці.

## Сучасні археологічні дослідження

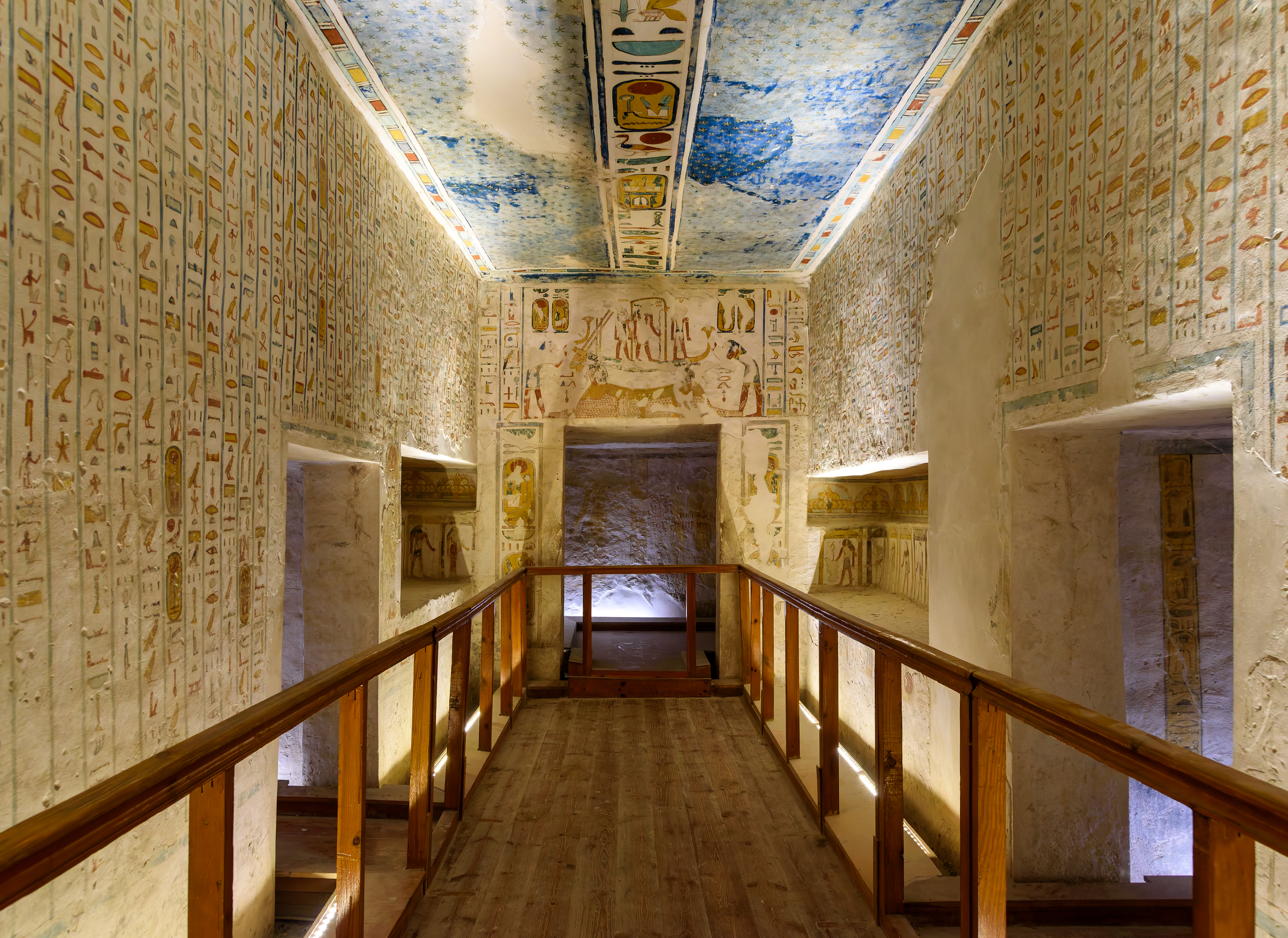
Вид на коридор у гробниці Рамсеса IV

Археолог Едвард Айртон розкопав вхід до гробниці протягом 1905/1906 років, а потім Говард Картер у 1920 році. Обидва вони знайшли залишки матеріалів, які спочатку походили зсередини гробниці, такі як ушебті, численні остракони та фрагменти дерева, скла та фаянсу.

## Зовнішні посилання
- Theban Mapping Project: KV2 – Включає опис, зображення та плани гробниці.

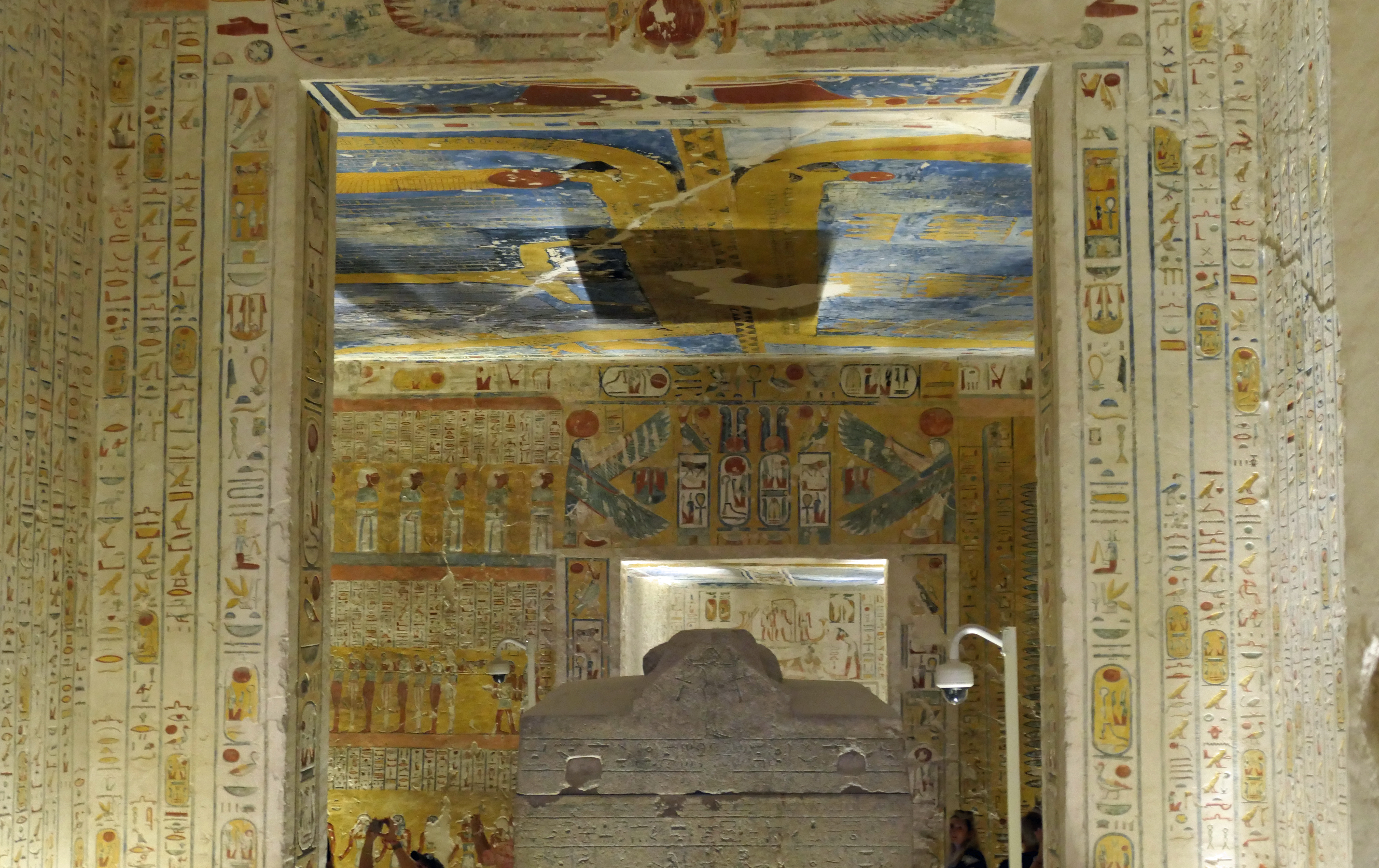
Вигляд похоронної камери Рамсеса IV з внутрішнього коридору гробниці KV2